# Nervilia beumeei
Nervilia beumeei är en orkidéart som beskrevs av Johannes Jacobus Smith. Nervilia beumeei ingår i släktet Nervilia och familjen orkidéer. Inga underarter finns listade i Catalogue of Life.